# Detectare de cvorum
Sensibilitatea la cvorum, sau Quorum Sensing, este un sistem de stimuli și răspunsuri corelat cu densitatea populației. Multe specii de bacterii folosesc sensibilitatea la cvorum pentru a coordina exprimarea genetică în funcție de densitatea lor într-o anumită populație: de exemplu, în momentul în care densitatea bacteriilor trece peste un anumit prag, bacteriile se sincronizează și produc deodată aceeași proteină. Unele insecte decid locația cuibului prin același mecanism al sensibilității la cvorum. Sensibilitatea la cvorum este un concept care are aplicații și informatică și știința roboților. 
Sensibilitatea la cvorum este un sistem de luare a deciziilor care funcționează în sistemele descentralizate, atâta timp cât fiecare membru al populației îndeplinește următoarele condiții:
- fiecare membru poate evalua numărul de indivizi din jurul său
- fiecare membru poate emite un răspuns standard atunci când numărul indivizilor din jurul său atinge un anumit prag.